# Laboratoire d'informatique de l'École polytechnique
Le Laboratoire d'Informatique de l'École polytechnique (LIX) est une unité mixte de recherche (UMR 7161) du Centre national de la recherche scientifique (CNRS) et de l'École polytechnique. Il est implanté sur le site de l'École polytechnique à Palaiseau.

## Historique
Le laboratoire est créé en 2005.

## Liste partielle des directeurs
| Identité                                | Période | Période | Durée |
| Identité                                | Début   | Fin     | Durée |
| --------------------------------------- | ------- | ------- | ----- |
| Philippe Baptiste (né en 1972)          | 2008    | 2010    | 2 ans |
| Olivier Bournez (d)                     | 2010    | 2016    | 6 ans |
| Mireille Régnier (d)                    | 2016    | 2018    | 2 ans |
| Gilles Schaeffer (d) (né au XXe siècle) | 2019    |         |       |